# Wołodymyr Czornobaj
Volodymyr Mykolaiovych Chornobay (em ucraniano:  Володимир Миколайович Чорнобай; nascido em 17 de Março de 1954) é um artista plástico Ucraniano. Ele é membro da União Nacional de Artistas da Ucrania (1989), da Associação de Artistas e Designers Poloneses (2009), e do grupo artístico "Kvarta". Ele é irmão de Yurii Chornobai.

## Biografia
Volodymyr Chernobay nasceu em 17 de março de 1954 em Mikhaylovskoye, Oblast de Moscou.
Graduou-se na Escola de Artes Aplicadas de Lviv (1973), Lviv Institute of Applied and Decorative Arts (1980, teachers N. Fedchun, T. Drahan), na turma de 1981 – emTernopil.

## Criatividade
Ele se dedica-se ao vitral clássico e à pintura de cavalete, ao grafismo e, a partir de 1989, à pintura sobre vidro.
Suas principais obras: uma série de obras em vidro "Ruky" (1990), "Virtualnyi portret suchasnyka" (1995), "Pikui-Krasiia" (1994-2002), "Pinko-Pinokkio" (2006), etc. s suas obras são mantidas em museus e coleções particulares na Ucrânia, Eslováquia, Polônia, Espanha, Alemanha e EUA.
Desde 1984 ele já participou em mais de 40 exposições colectivas na Ucrânia, Bulgária, Espanha, Alemanha, Polônia, Eslováquia e Hungria. Participou de plein airs (pintura ao ar livre) internacionais e nacionais.
Também participou de mais de 70 exposições individuais em Ternopil (1992, 1994, 1995, 2002, 2009, 2010, 2011, 2014, 2022), Lviv (1993, 1997, 2013, 2020), Chernivtsi (1994); Lutsk (1995, 1996, 2016, 2017), Rivne (1996), Kyiv (1997, 2015); Kalisz (1999, 2005, 2009, 2012, 2014, 2015), Sieradz, Bytów (2000), Przeworsk (2002), Jarosław (2002, 2015), Elbląg (2003, 2005); Sławno (2004), Pabianice (2004, 2017), Pleszew (2005), Ostrów Wielkopolski (2005, 2016), Olsztyn (2005), Gołuchów, Ostrzeszów, Kępno (2006); Opatówek (2007), Krotoszyn (2007, 2011; all in Poland); Hamm (Germany, 2008), Ivano-Frankivsk (2008, 2012); Wolsztyn (2009); Śmigiel (2010), Schwedt (2010, Germany), Andrychów (2010, 2015), Środa Śląska (2010, 2012); Berlin (2012, 2015), Bolestraszyce/Przemyśl (2015), Włocławek (2016), Tarnobrzeg (2017).

## Prêmios
- Pintor Homenageado da Ucrânia (1º de dezembro de 2016)[9]
- Laureado com a exposição de arte "Christmas Mystery – 96" (1996, Lutsk)[1][2]
- Prêmio Ouro do Primeiro Concurso e Exposição de Arte Moderna (1996, Ternopil)[1][2]
- III prêmio da exposição ucraniana de pintura em vidro "Three Dimensions: Yesterday, Today and Tomorrow" (em português: "Três Dimensões: Ontem, Hoje e Amanhã" (1998, Lviv)[1][2]
- Prêmio Regional Ternopil em homenagem a Mykhailo Boychuk (2002)[1][2]
- medalha de prata "Labor omnia vincit" da Sociedade Hipolit Cegielski (2009, Poznan, Poland)[1][2]
- Prêmio do Presidente da Cidade de Kalisz (Poland, 2015)[7]
- Diploma da exposição internacional de arte Lviv Autumn Salon "High Castle 2015"[7]
- Prêmio Regional Yaroslava Muzyka Award de Ternopil (2022)[10]